# خرمن سرخ
خرمن سرخ (انگلیسی: Red Harvest) یک رمان از دشیل هامت است که برداشت و تجربیات شخصی خود را دربارهٔ قتل‌عام کشتار جاده ای بوته‌های آناکوندا به نگارش درآورده است.